# Spurius Tadius

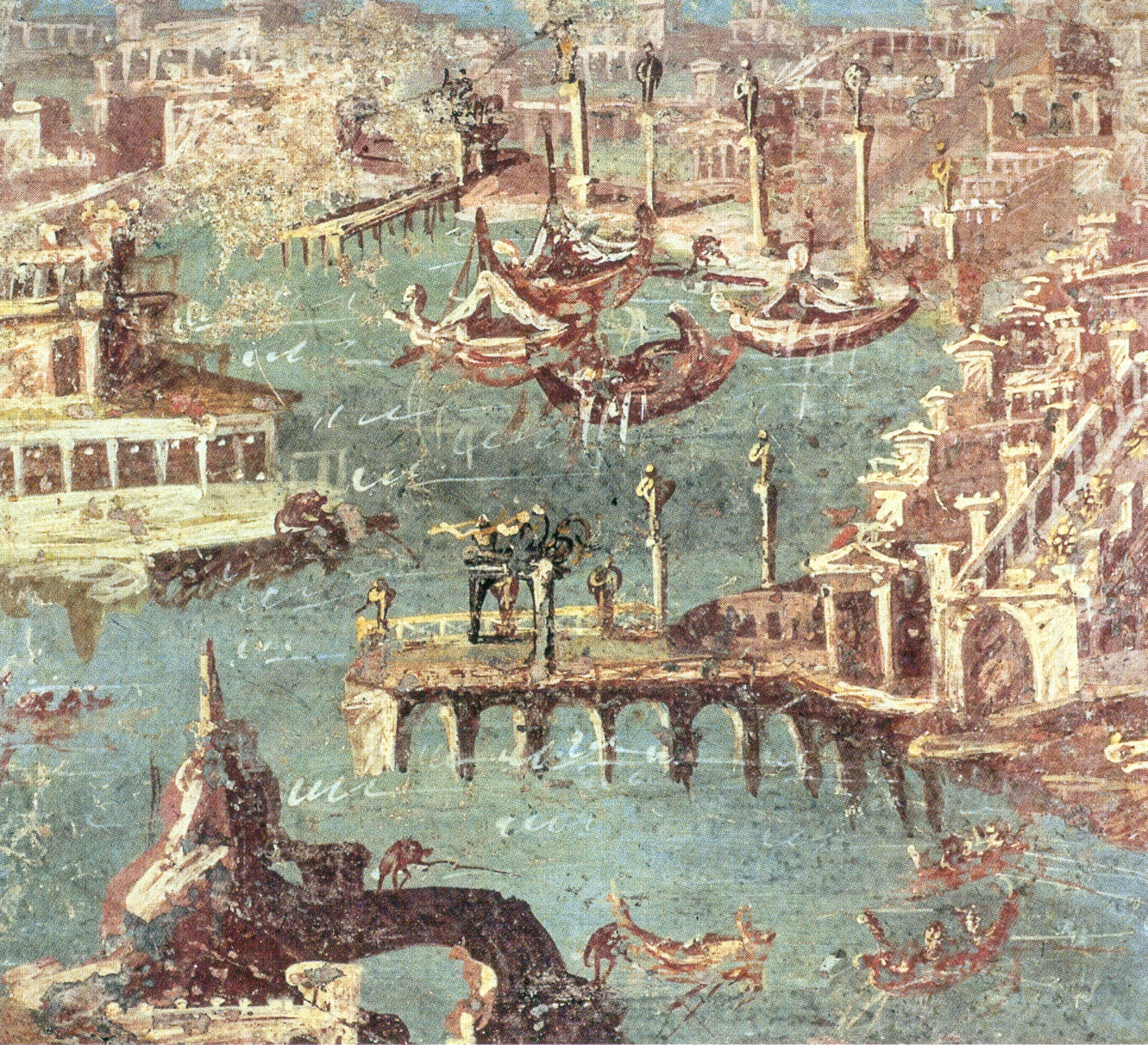
Blick auf Hafen, Wandbild aus Stabiae

Spurius Tadius (in den Handschriften ist als Name lediglich Ludius oder Studius überliefert) war ein römischer Maler der augusteischen Zeit. Er wird bei Plinius dem Älteren in seiner Naturgeschichte (XXXV, 116–117) erwähnt und soll die Landschaftsmalerei erfunden haben. Er bemalte vor allem Wände. Plinius nennt explizit als Themen seiner Gemälde Landhäuser, Portiken, Landschaftsgärten, Wälder, Hügel, Fischteiche, Kanäle, Flüsse und Küsten, wobei diese Bilder mit Menschen bevölkert waren. Zu seinen Motiven gehörten auch Villen und Seestädte. Genau solche Szenen sind aus Pompeji und den anderen Vesuvstädten bekannt.